# أبيجيل كيتس
أبيجيل كيتس (بالإنجليزية: Abigail Keats)‏ هي مصممة أزياء جنوب أفريقية، ولدت في 11 نوفمبر 1986 في ديربان في جنوب أفريقيا.

## وصلات خارجية
- الموقع الرسمي